# Medetera areneipes
Medetera areneipes är en tvåvingeart som först beskrevs av Octave Parent 1929.  Medetera areneipes ingår i släktet Medetera och familjen styltflugor. Inga underarter finns listade i Catalogue of Life.